# Monastère de Japca
Le monastère de Japca (roumain : Mănăstirea Japca) est un monastère du district de Florești, en Moldavie.
Le monastère de Japca est situé sur la rive de la rivière Nistru à une distance de 10 kilomètres (6 mi) de Camenca et à 137 kilomètres de Chișinău. C'est le seul monastère de Basarabie qui n'a jamais été fermé par les autorités soviétiques.

## Galerie

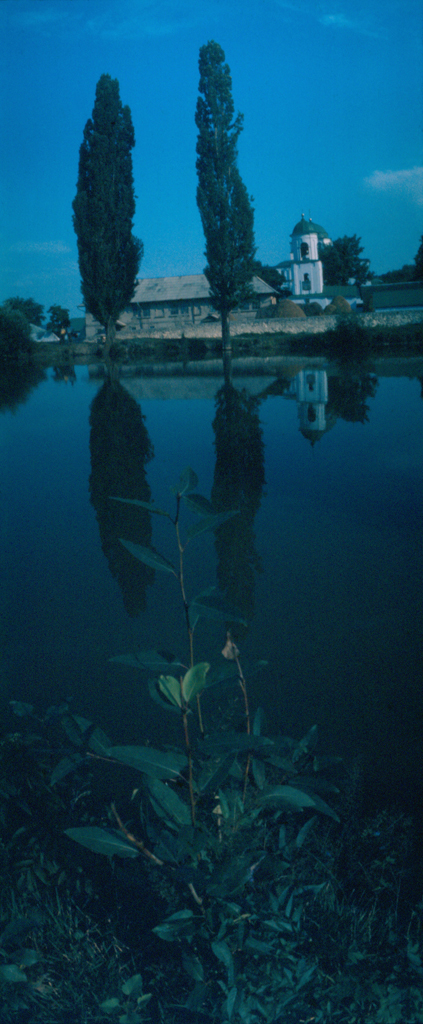